# 無産大衆党
無産大衆党（むさんたいしゅうとう）は、戦前日本の無産政党。
1928年（昭和3年）、第1回普通選挙（第16回総選挙）後、無産政党内には合同論が高まった。同年の三・一五事件により、労働農民党など3団体が政府によって解散させられると、旧労農党に参加していた労農派は、山川均流の「共同戦線党」を掲げて7月には鈴木茂三郎を書記長とする無産大衆党を結成した。
しかし結成から5ヶ月後の1928年12月、日本農民党（平野力三）、日本労農党（三輪寿壮）、九州民憲党や中部民衆党など地方無産政党と一緒に合併して日本大衆党（委員長：高野岩三郎）を結成し、ここに無産大衆党の短い活動に幕を下ろした。